# David Shankle
David Shankle, né le 7 mars 1967, a été le guitariste du groupe de heavy metal Manowar de 1989 à 1993. Il a succédé à Ross the Boss parti pour d'autres horizons, puis laissé sa place à Karl Logan. Il officie désormais dans le groupe qui porte son nom, le David Shankle Group.